# Moonwalk Records
Moonwalk Records je estonské nahrávací hudební vydavatelství.
Hudební vydavatelství bylo založeno v roce 2005 Tambetem Mummaem a Svenem Lõhmusem. Za svou historii uspořádalo řadu koncertních turné, jako například Muusa puudutus, Kaunimad Jõululaulud nebo společné turné s rozhlasovou stanicí Star FM 12 Suvevärvi.
Spolupracovali i spolupracují s ním významní účastníci Eurovision Song Contest, jako například Mari-Leen, Laura Põldvere nebo Urban Symphony.
Mezi umělci, kteří spolupracují s vydavatelstvím, patří například účastníci a skupiny, kteří se alespoň jednou podílel na estonském národním kole Eesti Laul nebo EuroLaul. Patří mezi ně například Urban Symphony, Mr. Happyman, Black Velvet, Laura Põldvere, Getter Jaani, Mari-Leen, Ly Lumiste, Moon Taxi, Grete Paia, Sandra Nurmsalu či dnes již zaniklé skupiny Vanilla Ninja a Suntribe.
Pod značkou vydavatelství byla vydána například alba či EP Retro (Mr. Happyman), Rahutu tuhkatriinu (Mari-Leen), Muusa (Laura Põldvere), Greatest Hits (Black Velvet), 1987 (Mari-Leen), Ultra (Laura Põldvere), Parim Päev (Getter Jaani), Rockefeller Street (Getter Jaani), Jõuluvalgus (Getter Jaani) nebo DNA (Getter Jaani).